# Trojan z Lekna
Trojan z Lekna (polsky Trojan z Łekna) byl polský zeman a soudce z rodu Pałuků v 15. století.

## Život
O jeho životě je známo jen velmi málo. Byl vlastníkem území, na kterém bylo založeno město Chodzież a v letech 1434 až 1450 zastával úřad hlavního soudce pro kališskou oblast.
Na základě jeho prosby vydal v roce 1434 polský král Vladislav II. Jagello privilegium, kterým se v Chodzieżi zavádí magdeburské právo.